# クリスティアン・ゼノーニ
クリスティアン・ゼノーニ（Cristian Zenoni, 1977年4月23日 - ）は、イタリアの元サッカー選手。現役時代のポジションはディフェンダー。双子のダミアーノ・ゼノーニも同じくサッカー選手。
アタランタBCの下部組織出身。セリエCのクラブへのローン移籍を経て、1997年からトップチーム所属となる。2000-01シーズンはジョヴァンニ・ヴァヴァッソーリ監督の下、双子のダミアーノと共にチームの躍進を支えた。2001年春の時点でマッシモ・ドナーティと共にACミラン移籍が内定していたがフィリッポ・インザーギの取引の一部で夏にユヴェントスに移籍。リリアン・テュラムが移籍してきた事もありレギュラーは獲得できなかった為、2003年にサンプドリアへ移籍した（2003-2004はローン移籍、2004年に完全移籍）。2008年に100万ユーロでボローニャFCへ完全移籍。
イタリアA代表としては、2001年2月28日のアルゼンチンとの親善試合でデビュー。度々招集はされたものの、層の厚いイタリア代表ディフェンス陣の中では定位置を確保するに至らなかった。

## 所属クラブ
- 1994 - 1996 : アタランタBC プリマヴェーラ
- 1996 - 1997 : ACピストイエーゼ
- 1997 - 2001 : アタランタBC
- 2001 : ACミラン
- 2001 - 2003 : ユヴェントス
- 2003 - 2008 : サンプドリア
- 2008 - 2010 : ボローニャFC
- 2010 - 2011 : UCアルビーノレッフェ
- 2011 - 2012 : SSDモンツァ1912
- 2012 - 2013 : USDグルメッレーゼ